# Olga Bell
Olga Bell (* 1983) je ruská zpěvačka. Narodila se v Moskvě, ale od roku 1990 žila na Aljašce. Již od dětství hrála na klavír a později studovala na bostonské New England Conservatory. Později se usadila v New Yorku, kde se v roce 2012 stala členkou skupiny Dirty Projectors. Ve skupině nahradila dosavadní zpěvačku Angel Deradoorian. V roce 2011 vydala své první sólové album nazvané Diamonite. Roku 2014 vydala album Krai. Obsahuje texty v její rodné ruštině. Rovněž byla členkou skupiny Chairlift. Společně s anglickým hudebníkem Tomem Vekem tvoří projekt Nothankyou. Roku 2015 vydala EP Incitation.

## Sólová diskografie
- Diamonite (2011)
- Krai (2014)
- Tempo (2016)